# Eurya crenatifolia
Eurya crenatifolia är en tvåhjärtbladig växtart som först beskrevs av Yamamoto, och fick sitt nu gällande namn av Clarence Emmeren Kobuski. Eurya crenatifolia ingår i släktet Eurya och familjen Pentaphylacaceae. Inga underarter finns listade i Catalogue of Life.